# Magda
Magda – zdrobnienie imienia Magdalena. Występuje jednak również w Polsce jako samodzielne imię, pomimo prawnego zakazu nadawania imion w formie zdrobniałej. 
Magda obchodzi imieniny razem z Magdaleną, w tym 10 kwietnia, 25 maja, 29 maja i 22 lipca.

## Osoby noszące imię Magda
- Magda Czapińska (ur. 1951) – polska poetka,
- Magda Kósáné Kovács (ur. 1940) – węgierska polityczka,
- Magda Leja (1935–2006) – polska pisarka dziecięca,
- Magda Linette (ur. 1992) – polska tenisistka,
- Magda Szabó (1917–2007) – węgierska pisarka,
- Magda Teresa Wójcik (1934–2011) – polska aktorka i reżyserka teatralna,
- Magda Umer, właśc. Małgorzata Magda Umer-Przeradzka (ur. 1949) – polska piosenkarka

Inne: Artykuły i przekierowania do artykułów zaczynające się od „Magda”